# L'Un et l'Autre
Cet article possède un paronyme, voir L'Un est l'autre.
 (mars 2018).
L'Un et l'Autre est une compilation du musicien Paul Piché. 
Sortie le 15 novembre 1996 et comprenant 28 titres, cette compilation a été certifiée platine par Music Canada et apparaît dans la liste des albums québécois les plus vendus.

## Liste des titres
| No  | Titre                           | Durée |
| --- | ------------------------------- | ----- |
| 1.  | Je lègue à la mer               | 5:36  |
| 2.  | L'Escalier                      | 5:26  |
| 3.  | Reste                           | 5:27  |
| 4.  | À côté de toi                   | 2:13  |
| 5.  | Car je t'aime                   | 5:20  |
| 6.  | Avec l'amour                    | 4:03  |
| 7.  | J'aurai jamais 18 ans           | 3:13  |
| 8.  | Le Temps d'aimer                | 2:35  |
| 9.  | La Haine                        | 4:01  |
| 10. | Chu pas mal mal parti           | 3:53  |
| 11. | Étrange                         | 5:30  |
| 12. | Cette lettre                    | 4:00  |
| 13. | Moi j'raconte des histoires     | 3:11  |
| 14. | Un château de sable             | 5:14  |
| 15. | Y a pas grand chose dans l'ciel | 3:05  |
| 16. | Sur ma peau                     | 5:22  |
| 17. | Réjean Pesant                   | 4:22  |
| 18. | Voilà c'que nous voulons        | 5:04  |
| 19. | J'appelle                       | 4:20  |
| 20. | Heureux d'un printemps          | 3:39  |
| 21. | Ses yeux                        | 4:04  |
| 22. | Mon cousin Jacques              | 6:13  |
| 23. | Les Pleins                      | 4:58  |
| 24. | Elle court                      | 4:18  |
| 25. | J'étais ben étonné              | 5:07  |
| 26. | Cochez oui cochez non           | 4:22  |
| 27. | Mon Joe                         | 4:18  |
| 28. | Essaye donc pas                 | 3:33  |